# Sergio Herman

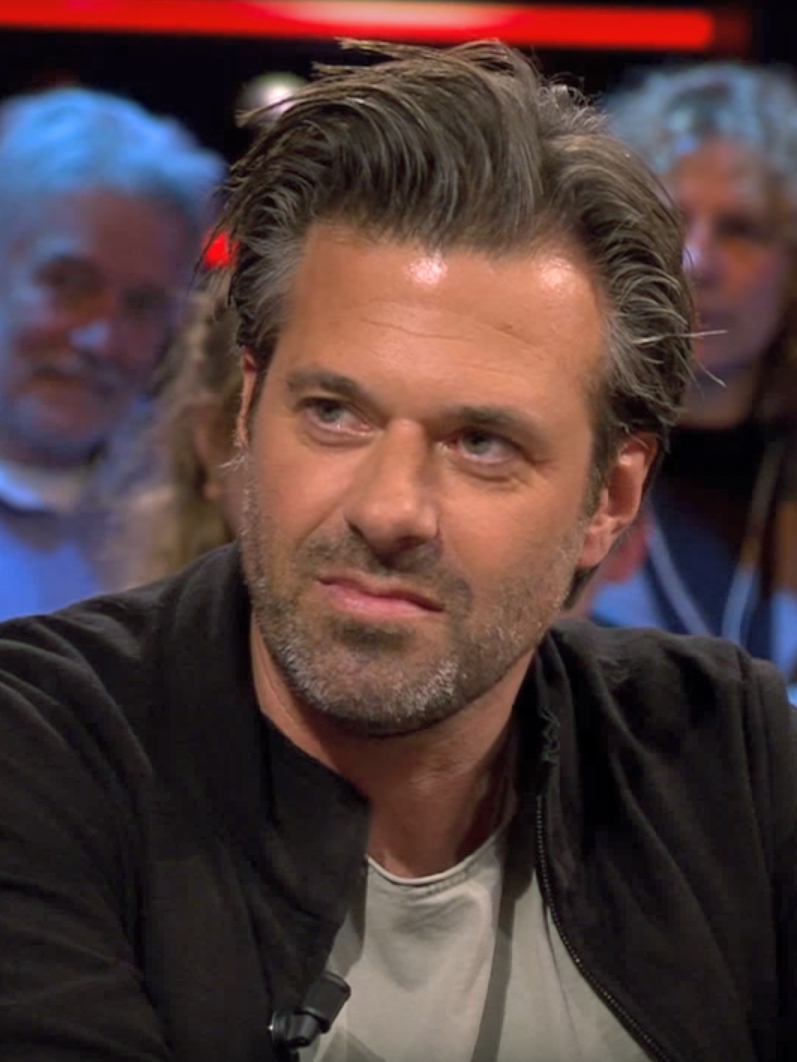
Sergio Herman (2017)

Sergio Herman (* 5. Mai 1970 in Oostburg, Provinz Zeeland) ist ein niederländischer Koch.

## Werdegang
Herman ist Autodidakt, er hat keine Kochlehre absolviert, sondern nur ein Praktikum. Ab 1990 kochte er im Familienbetrieb Oud Sluis. Seine Eltern hatten es zu einem bekannten Muschel-Restaurant entwickelt.
1995 wurde sein Restaurant im Guide Michelin mit einem Michelin-Stern bewertet, 1999 mit zwei Sternen und 2005 mit der höchsten Bewertung von drei Michelin-Sternen.
Der Restaurantführer Gault-Millau zeichnete sein Restaurant 2004, 2005, 2006 und 2009 mit der Bewertung von 19,5 / 20 Punkten im entsprechenden Handbuch aus. 2010 vergab der Gault Millau Hermans Restaurant als Erstem von nur zwei Köchen die maximale Punktzahl von 20/20 Punkten. Herman hat besonders im Bereich der Molekularküche Anerkennung gefunden.
Am 22. Dezember 2013 schloss Herman das Oud Sluis, weil es zu klein wurde. Am 25. März 2014 eröffnete er mit Nick Bril das Restaurant The Jane in Antwerpen, welches auf Platz 23 der besten Restaurants weltweit gelistet war. Das The Jane wurde am 16. März 2025 geschlossen.
Er betrieb zudem in Cadzand-Bad die Brasserie AIRrepublic im Jachthafen, ausgezeichnet mit 15 Gault-Millau–Punkten und mit einem Michelin–Stern, das Restaurant blueness im Strandhotel, ausgezeichnet mit 14,5 Gault-Millau–Punkten und das Restaurant Pure C im Strandhotel, ausgezeichnet mit 18 Gault-Millau–Punkten und ab 2018 mit zwei Michelin–Sternen.

## Privatleben
Herman ist mit der TV-Moderatorin Ellemieke Vermolen (* 1976) verheiratet. Zusammen haben sie zwei Söhne.

## Auszeichnungen
- 1995: erster Michelinstern
- 1999: zweiter Michelinstern
- 2005: dritter Michelinstern
- 2007/08: Koch des Jahres, Gault Millau
- 2008: 1. Koch der Köche, Köche-Voting Kategorie „Weltbester“

## Publikationen
- Mix with the best: overheerlijke recepten voor 12 personen of meer, Exhibitions International 2012, ISBN 978-94-90028-40-4. (niederländisch)
- mit Jonnie Boer und Ronald Giphart: Eten, drinken, slapen. Verlag B for Books Bv 2010, ISBN 978-90-8516-177-6. (niederländisch)